# Galatheabdella bruuni
Galatheabdella bruuni is een ringworm uit de familie van de Piscicolidae. De wetenschappelijke naam van de soort is voor het eerst geldig gepubliceerd in 1974 door Richardson & Meyer.